# 내일은 태양
《내일은 태양》은 MBC에서 1983년 7월 11일부터 1983년 11월 5일까지 방영된 경제현장 드라마이다. 1983년 7월 11일부터 1983년 10월 24일까지는 월요일 밤 10시 10분에 방영하였고, 이후에는 시간대를 일요일 아침 10시 10분으로 옮겨 방영하였으나 더 이상 지속되지 못하고 1983년 11월 5일자로 마무리되었다.
국내 최초의 중소기업 드라마로 매회마다 단막극 형식으로 다른 인물과 이색업종을 소재로 하였고, 모범적인 성공을 거둔 사업가의 입지전적 스토리를 비롯하여 중소업체의 경영실상, 노사문제, 돈과 인간과 사회의 관계 등을 자문을 얻어 제작하여 방영하였다. 그리고 매회마다 등장 인물이 다르기 때문에 MBC 전속 배우들이 대부분 출연을 하였다.

## 방송 시간
| 방송 채널 | 방송 기간                         | 방송 시간                            | 방송 분량 |
| --------- | --------------------------------- | ------------------------------------ | --------- |
| MBC TV    | 1983년 7월 11일 ~ 1983년 8월 29일 | 매주 월요일 밤 10시 10분 ~ 11시 20분 | 70분      |
| MBC TV    | 1983년 9월 5일 ~ 1983년 10월 24일 | 매주 월요일 밤 10시 15분 ~ 11시 25분 | 70분      |
| MBC TV    | 1983년 11월 5일                   | 일요일 아침 10시 10분 ~ 11시 10분    | 60분      |

## 방영 목록
| 회차   | 방송 기간 | 부제          | 극본   | 연출   | 비고              |
| ------ | --------- | ------------- | ------ | ------ | ----------------- |
| 제1화  | 7월 11일  | 억새풀        | 오재호 | 유길촌 | 삼성화스나 유한기 |
| 제2화  | 7월 18일  | 철의 여인     |        |        |                   |
| 제3화  | 7월 25일  | 아버지와 아들 | 이은교 | 고석만 |                   |
| 제4화  | 8월 1일   | 소리없는 함성 | 한유림 | 최종수 |                   |
| 제5화  | 8월 8일   | 작은 이야기   |        |        |                   |
| 제6화  | 8월 29일  | 할머니의 조건 |        |        |                   |
| 제7화  | 9월 5일   | 강자의 조건   |        |        |                   |
| 제8화  | 9월 12일  | 뜨거운 손     |        |        |                   |
| 제9화  | 9월 19일  | 외지의 꽃     | 고영훈 | 최종수 |                   |
| 제10화 | 9월 26일  | 꽃기사        |        |        |                   |
| 제11화 | 10월 3일  | 갈매기 떼     |        |        |                   |
| 제12화 | 10월 17일 | 나비들의 합창 |        |        |                   |
| 제13화 | 10월 24일 | 너는 곰       | 고영훈 | 최종수 |                   |
| 제14화 | 11월 6일  |               |        |        |                   |

## 결방 사유 및 편성 변경
- 1983년 8월 15일 : 8.15 특별기획 〈광복 38년의 재조명〉 방송으로 결방
- 1983년 8월 22일 : 특집 드라마 《다산 정약용》 방송으로 결방
- 1983년 8월 29일 : 밤 10시 10분부터 11시 25분까지 5분 연장된 75분 방영
- 1983년 10월 10일 : 아웅 산 묘역 테러 사건으로 인해 정규방송 모두 중단